# 房日新聞
房日新聞（ぼうにちしんぶん）は、千葉県館山市を中心に安房地方を対象として刊行されている日刊地域紙。
発行社は、有限会社房州日日新聞社（ぼうしゅうにちにちしんぶんしゃ）が正式な社名であるが、房日新聞社と通称されている。

## 概要
1948年5月13日に『房総日報』として創刊し、1952年に『房州日日新聞』と改称され、『房日新聞』の愛称で知られるようになった。
1950年代から1960年代にかけての安房地方には、『房総毎日新聞』、『デイリー房州』、『房総新聞』などの日刊紙が競合する「地方紙戦国時代」があったとされるが、その中で最後に残ったのは『房日新聞』であった。1969年7月からは、それまで愛称であった『房日新聞』に改題した。
1978年に高速オフセット輪転機、1992年に多色刷り輪転機を導入し、1998年にはコンピューター組版を開始した。この間、1987年と2003年に社屋を移転している。